# Europamästerskapen i simsport 1977
Europamästerskapen i simsport 1977 avgjordes på Rosenlundsbadet i Jönköping under perioden 14-21 augusti 1977.

## Simning

### Herrar
| Disciplin                    | Guld                                                                        | Silver                                                                    | Brons                                                                   |
| 100 meter frisim             | Peter Nocke (FRG)                                                           | Vladimir Bure (URS)                                                       | Marcello Guarducci (ITA)                                                |
| 200 meter frisim             | Peter Nocke (FRG)                                                           | Andrej Krilov (URS)                                                       | Marcello Guarducci (ITA)                                                |
| 400 meter frisim             | Sergej Rusin (URS)                                                          | Frank Wennmann (FRG)                                                      | Frank Pfütze (GDR)                                                      |
| 1500 meter frisim            | Vladimir Salnikov (URS)                                                     | Valentin Parinov (URS)                                                    | Borut Petrič (YUG)                                                      |
| 100 meter ryggsim            | Mikoslav Rolko (TCH)                                                        | Zoltán Verrasztó (HUN)                                                    | Klaus Steinbach (FRG)                                                   |
| 200 meter ryggsim            | Zoltán Verrasztó (HUN)                                                      | Miloslav Rolko (TCH)                                                      | Jan Thorell (SWE)                                                       |
| 100 meter bröstsim           | Gerald Mörken (FRG)                                                         | Giorgio Lalle (ITA)                                                       | Walter Kusch (FRG)                                                      |
| 200 meter bröstsim           | Gerald Mörken (FRG)                                                         | Arsen Miskarov (URS)                                                      | Walter Kusch (FRG)                                                      |
| 100 meter fjärsilssim        | Roger Pyttel (GDR)                                                          | Pär Arvidsson (SWE)                                                       | John Mills (GBR)                                                        |
| 200 meter fjärsilssim        | Michael Kraus (FRG)                                                         | Roger Pyttel (GDR)                                                        | Pär Arvidsson (SWE)                                                     |
| 200 meter individuell medley | András Hargitay (HUN)                                                       | Andrej Smirnov (URS)                                                      | Aleksandr Sidorenko (URS)                                               |
| 400 meter individuell medley | Sergey Fesenko (URS)                                                        | Andrei Smirnov (URS)                                                      | Csaba Sos (HUN)                                                         |
| 4×100 meter frisim           | Västtyskland Klaus Steinbach Andreas Schmidt Jürgen Könnecker Peter Nocke   | Italien Roberto Pangaro Paolo Revelli Paolo Sinegaelia Marcello Guarducci | Sovjetunionen Vladimir Bure Sergej Labso Sergej Kopliakov Andrei Krilov |
| 4×200 meter frisim           | Sovjetunionen Vladimir Raskatov Sergej Rusin Sergej Kopliakov Andrej Krilov | Västtyskland Frank Wennmann Klaus Steinbach Peter Knust Peter Nocke       | Östtyskland Rainer Strohbach Roger Pyttel Detlev Grabs Frank Pfutze     |
| 4×100 meter medley           | Västtyskland Klaus Steinbach Gerald Mörken Michael Kraus Peter Nocke        | Östtyskland Lutz Wanja Gregor Arnicke Roger Pyttel René Pläschke          | Storbritannien James Carter Duncan Goodhew John Mills Martin Smith      |

### Damer
| Disciplin                    | Guld                                                                      | Silver                                                                        | Brons                                                                         |
| 100 meter frisim             | Barbara Krause (GDR)                                                      | Enith Brigitha (NED)                                                          | Petra Priemer (GDR)                                                           |
| 200 meter frisim             | Petra Thümer (GDR)                                                        | Barbara Krause (GDR)                                                          | Annelies Maas (NED)                                                           |
| 400 meter frisim             | Petra Thümer (GDR)                                                        | Annelies Maas (NED)                                                           | Barbara Krause (GDR)                                                          |
| 800 meter frisim             | Petra Thümer (GDR)                                                        | Annelies Maas (NED)                                                           | Marina Altmann (GDR)                                                          |
| 100 meter ryggsim            | Birgit Treiber (GDR)                                                      | Ulrike Richter (GDR)                                                          | Kaire Indriksson (URS)                                                        |
| 200 meter ryggsim            | Birgit Treiber (GDR)                                                      | Ulrike Richter (GDR)                                                          | Carmen Bunacio (ROU)                                                          |
| 100 meter bröstsim           | Julija Bogdanova (URS)                                                    | Carola Nitschke (GDR)                                                         | Ramona Reinke (GDR)                                                           |
| 200 meter bröstsim           | Julija Bogdanova (URS)                                                    | Susanne Nielsson (DEN)                                                        | Eva-Marie Håkansson (SWE)                                                     |
| 100 meter fjärsilssim        | Andrea Pollack (GDR)                                                      | Christiane Knacke (GDR)                                                       | Ineke Ran (NED)                                                               |
| 200 meter fjärsilssim        | Anett Fiebig (GDR)                                                        | Andrea Pollack (GDR)                                                          | Susan Jenner (GBR)                                                            |
| 200 meter individuell medley | Ulrike Tauber (GDR)                                                       | Sabine Kahle (GDR)                                                            | Olga Klevakina (URS)                                                          |
| 400 meter individuell medley | Ulrike Tauber (GDR)                                                       | Sabine Kahle (GDR)                                                            | Sharron Davies (GBR)                                                          |
| 4×100 meter frisim lagkapp   | Östtyskland Birgit Treiber Birgit Wächtler Petra Priemer Barbara Krause   | Nederländerna Ineke Ran Anja van de Bogaerde Annelies Maas Enith Brigitha     | Storbritannien Victoria Bullock Mary Houston Sharron Davies Cheryl Brazendale |
| 4×100 meter medley lagkapp   | Östtyskland Ulrike Richter Carola Nitschke Andrea Pollack Roswitha Krause | Sovjetunionen Kaire Indriksson Julija Bogdanova Olga Klevakina Larisa Tsareva | Västtyskland Heike John Dagmar Rehak Karin Seick Jutta Meeuw                  |

## Simhopp

### Herrar
| Event              | Guld                    | Silver                    | Brons                    |
| 3 meter svikt      | Falk Hoffmann (GDR)     | Franco Cagnotto (ITA)     | Aleksandr Kosenkov (URS) |
| 10 meter trampolin | Uladzimir Alejnik (URS) | Davit Hambardzumjan (URS) | Falk Hoffmann (GDR)      |

### Damer
| Event             | Guld                 | Silver                       | Brons                |
| 3 meter svikt     | Christa Köhler (GDR) | Beate Rothe (GDR)            | Irina Kalinina (URS) |
| 10 meter platform | Margit Schöpke (GDR) | Jelena Vajtsechovskaja (URS) | Irina Kalinina (URS) |

## Konstsim
| Event  | Guld                                    | Silver                                      | Brons                                     |
| Solo   | Jackie Cox (GBR)                        | Marijke Engelen (NED)                       | Renate Baur (SUI)                         |
| Dubbel | Jackie Cox (GBR) · Andrea Holland (GBR) | Helma Giuvers (NED) · Marijke Engelen (NED) | Renate Baur (SUI) · Liselotte Meyer (SUI) |
| Lag    | Nederländerna (NED)                     | Storbritannien (GBR)                        | Schweiz (SUI)                             |

## Vattenpolo
| Event      | Guld   | Silver      | Brons   |
| Lagtävling | Ungern | Jugoslavien | Italien |

## Medalfördelning
Host nation 
| Pl.   | Nation          | Guld | Silver | Brons | Totalt |
| ----- | --------------- | ---- | ------ | ----- | ------ |
| 1     | Östtyskland     | 16   | 11     | 7     | 34     |
| 2     | Sovjetunionen   | 7    | 9      | 7     | 23     |
| 3     | Västtyskland    | 7    | 2      | 4     | 13     |
| 4     | HUN             | 3    | 1      | 1     | 5      |
| 5     | Storbritannien  | 2    | 1      | 5     | 8      |
| 6     | Nederländerna   | 1    | 6      | 2     | 9      |
| 7     | Tjeckoslovakien | 1    | 1      | 0     | 2      |
| 8     | Italien         | 0    | 3      | 3     | 6      |
| 9     | Sverige         | 0    | 1      | 3     | 4      |
| 10    | Jugoslavien     | 0    | 1      | 1     | 2      |
| 11    | Danmark         | 0    | 1      | 0     | 1      |
| 12    | Schweiz         | 0    | 0      | 3     | 3      |
| 13    | Rumänien        | 0    | 0      | 1     | 1      |
| Total | Total           | 37   | 37     | 37    | 111    |